# Тревожна кръв
Тревожна кръв (на английски: Troubled Blood) е детективски роман от 2020 г., написан от Джоан Роулинг и публикуван под псевдонима Робърт Галбрейт. Това е петият роман от поредицата детективски романи за Корморан Страйк.
Историята проследява частния детектив Корморан Страйк и неговия бизнес партньор Робин Елакот, докато разследват изчезването на Марго Бамбъро, лекарка, изчезнала през 1974 г. Книгата изследва темите за промяната, загубата и отсъствието и променящото се лице на феминизма.
В България романът е издаден на 4 февруари 2021 г. от издателство „Колибри“ в превод на Надя Баева.

## Сюжет
След забележителния успех на Корморан Страйк и Робин Елакот по време на разследване в парламента на Обединеното кралство, бизнесът на тяхната частна детективска агенция се развива. Наета е секретарка на пълен работен ден и трима детективи на договор също работят на пълен работен ден за агенцията. От друга страна, Корморан и Робин преминават през трудни лични изпитания.
По време на посещението на Корморан при леля му Джоан в Корнуол, непозната жена се приближава до него и му предлага да го наеме, за да разбере какво се е случило с изчезналата ѝ майка преди почти четиридесет години. Корморан и Робин приемат този неразрешен случай.